# Argostemma parvum
Argostemma parvum är en måreväxtart som beskrevs av Geddes. Argostemma parvum ingår i släktet Argostemma och familjen måreväxter.
Artens utbredningsområde är Thailand. Inga underarter finns listade i Catalogue of Life.